# Márcio de Souza
Márcio de Souza, född 24 januari 1975, är en friidrottare från Brasilien. Han deltog vid olympiska sommarspelen 2000 och olympiska sommarspelen 2004.